# Radiant Historia
Radiant Historia (ラジアントヒストリア, Rajianto Hisutoria) est un jeu vidéo de type RPG développé et publié par Atlus pour la Nintendo DS. L’équipe de développement était principalement composée des développeurs ayant précédemment travaillé sur des jeux comme ceux des séries Megami Tensei et Etrian Odyssey.
En 2017, le jeu est porté sur Nintendo 3DS. Baptisé Radiant Historia: Perfect Chronology, il comporte plusieurs ajouts par rapport au jeu original. Le jeu est sorti le 29 juin 2017 au Japon, et devrait sortir en 2018 aux États-Unis mais également, et pour la première fois pour ce titre, en Europe.

## Trame

### Contexte
Le jeu se déroule sur le continent de Vainqueur, autrefois uni dans un grand empire. Toutefois, le vieil empire a abusé du pouvoir du Flux entrainant la création d’armes capables d'aspirer la vie de tout être vivant. Le centre du continent s’est alors peu à peu transformé en désert et les anciens bastions de l’empire ont été réduits en ruines. Les derniers survivants de l’empire partirent au nord formant le royaume de Granorg, où ils furent capables de maitriser temporairement la désertification. Ceci était possible grâce à un rituel devant être accompli par un membre de la famille royale. Les natifs du continent sont représentés par deux races humanoïdes : les Satyros, qui ont d’importantes connexions avec le Flux et les Gutrals, qui en dépit de leur carrure imposante et de leur ressemblance avec les grands singes sont très intelligents et pacifistes.
Lorsque l’histoire commence, le continent est occupé par cinq nations. Au nord, Granorg est en guerre avec son voisin Alistel. La supériorité numérique de l’armée de Granorg ne leur permet pas de vaincre en raison de l’utilisation de taumatech de la part d’Alistel. Cette technologie permet d’équiper les soldats de méchas. Également située dans la moitié nord du continent, Célestia est la patrie des Satyros. Leurs connexions au Flux leur permettent de se protéger magiquement, les humains ne pouvant passer cette protection sans y avoir été invités. Au sud, on trouve Cygnus, une nation humaine créée par des réfugiés de la désertification et des mercenaires. Leur principale défense étant le désert lui-même, celui-ci ne pouvant être traversé en masse par les armées d’Alistel ou de Granorg. Les Gutrals occupant les dernières zones de jungle sauvage au sud-est du continent.

### Histoire
Sur le continent de Vainqueur, Alistel, la Sainte Nation de l’Est, est en guerre contre le royaume de Granorg, dirigé par la Reine Protea. Les terres d’Alistel se transforment lentement en déserts alors qu’une étrange maladie change son peuple en sable. Le dirigeant d’Alistel, le Prophète Noah, clame que cette maladie qui s’étend sur le continent est le résultat de la gouvernance de Protea qu'il juge maléfique. Le peuple d’Alistel est ainsi convaincu de mener une guerre sainte contre Granorg.
Un jour, Stocke, un agent des services secrets d’Alistel, et ses subordonnés sont envoyés sur le territoire de Granorg afin de secourir un agent secret démasqué par le gouvernement de Granorg. Au cours du briefing de mission, Stocke reçoit le White Chronicle de son supérieur, mais celui-ci ne lui en explique pas l’utilité. Après avoir retrouvé l’agent, le groupe se retrouve encerclé par l’armée adverse. L’agent et les équipiers de Stocke sont tués et Stocke est gravement blessé. Il se réveille à Historia, un monde où le temps n’a pas cours. Là, deux mystérieux enfants lui expliquent le pouvoir et l'utilisation du White Chronicle ce qui lui confère la possibilité de voyager dans le temps et l’espace. Après avoir utilisé ce nouveau pouvoir pour voyager à travers le temps et éviter la défaite, Stocke doit faire face à un choix : continuer à travailler pour Heiss aux services secrets ou rejoindre la brigade militaire de son ami Rosch. Chaque choix crée une frise temporelle bien distincte, chacune ayant son histoire. Stocke est souvent amené à changer de frise pour acquérir de nouvelles compétences ou informations afin de modifier le cours de l’histoire (chaque frise pouvant influer sur l’autre).
Sous les ordres de Heiss, Stocke est envoyé à Granorg pour assassiner la princesse Eruca. Il s’introduit dans la cité en prétendant faire partie d’un groupe d’artistes ambulants, dont la plupart sont des Satyros. Parmi eux, on trouve Aht, une jeune shaman qui idolâtre Stocke et utilise toutes ses capacités pour le protéger. Une fois arrivé à Granorg, Stocke découvre que la princesse savait qu’il allait arriver, connaissait le motif de sa venue et qu’elle n’en avait, malgré tout, averti personne. Stocke apprend qu’Eruca est le chef de la résistance contre le règne de sa belle-mère. Il choisit donc de ne pas l’assassiner, mais au contraire de l’escorter lors de sa fuite hors de la ville. Malgré tous ses efforts, le fait qu’il n’ait pas accompli sa mission initiale fait de lui un traitre aux yeux d’Alistel et le général Hugo ordonne qu’il soit exécuté.
Dans l’autre frise temporelle, Stocke rejoint Rosch. Leur première mission consiste à contrer une attaque des forces de Granorg à travers la mine d’Alma, cette dernière constituant l’un des deux seuls passages entre les deux pays, l’autre étant la Forteresse des Sables. Après le succès de leur première mission, Rosch et Stocke reçoivent une promotion en guise de remerciement de la part du général Hugo. Ils sont également affectés à la Forteresse des Sables avec une unité complète formée de nouvelles recrues. Le Lieutenant Général Raul, le second du général Hugo à la tête d’Alistel, soulève l’idée que cette affectation ait pour but d’éloigner de la cité tout futur opposant politique potentiel.

### Personnages

#### Personnages de l'équipe
- Stocke (ストック, Sutokku?) est un jeune agent secret qui fait la fierté de ses supérieurs. Il est le personnage principal du jeu. Du fait de ses impressionnantes capacités il se voit fréquemment confier les missions les plus dangereuses. Bien qu’il apparaisse comme peu sociable, stoïque et la plupart du temps silencieux, Stocke est en réalité très attaché à la vie de ses subordonnés, évitant autant que possible de les placer dans des situations dangereuses[4]. Au cours d’une mission d’exfiltration d’un agent, Stocke est gravement blessé. Il se réveille à Historia où deux enfants lui expliquent le pouvoir du White Chronicle[2]
- Raynie (レイニー, Reinī?) est une jeune agent des services secrets d’Alistel. Raynie était une réfugiée de la désertification. Elle fut orpheline très tôt, mais finit par trouver à s'installer à Cygnus. Elle fit partie d’un groupe de mercenaires avec Marco, elle fut recrutée par Heiss lorsque le groupe fut détruit. C’est à la demande de ce dernier qu’elle devint la subordonnée de Stocke. .Raynie est une personne avec un grand sens de la justice et peut être très directe. Elle est spécialisée dans le combat à la lance et la magie offensive[4].
- Marco (マルコ, Maruko?) est une jeune agent des services secrets d’Alistel. Il connait Raynie depuis leur engagement dans une troupe de mercenaires et tous les deux forment un duo solide. Comme Raynie, il a été recruté par Heiss pour les services secrets lors de la destruction du groupe. Marco est très réaliste et attentif, ces traits en font un partenaire fiable. Il combat à l’épée et maitrise la magie de soin[4].
- Rosch (ロッシュ, Rosshu?) est un officier militaire, il est capitaine du corps des jeunes recrues d’Alistel. C’est le meilleur ami de Stocke depuis l’époque où tous deux combattaient côte à côte pour l’armée, avant que Stocke ne rejoigne les services secrets. Rosch s’inquiète toujours pour Stocke et lui offre fréquemment son avis ou des conseils. Il fut sévèrement blessé par le passé et a dû faire remplacer son bras gauche par une prothèse mécha issue de la taumatech. Cette prothèse est appelée « gauntlet », étant donné qu’elle lui a été greffé grâce à l’armée Rasch est redevable aux dirigeants militaires d’Alistel. Rosch est sincère, tenace et pardonne facilement. Comme Raynie il combat avec une lance[4].
- Eruca (エルーカ, Erūka?) est la princesse héritière du royaume de Granorg, elle est la fille de l’ancien roi Victor (ヴィクトール, Vikutōru?). Elle est très respectée du peuple de Granorg, elle semble également très appréciée, notamment en comparaison avec sa belle-mère Protea. La tyrannie que celle-ci exerce conduit Eruca a s’engager dans la résistance. La princesse est aisément reconnaissable à ses boucles blondes. Elle combat au pistolet et est spécialisé dans la magie sainte[4].
- Aht (アト, Ato?) est une enfant Satyros. Elle a beaucoup voyagé en tant que membre de la troupe d’artistes ambulants de Vanoss. Même si elle ne semble pas en avoir réellement conscience, Aht est une shaman. Elle a donc la responsabilité d’utiliser ses pouvoirs pour guider les âmes des morts. Elle peut parfois être égoïste comme la plupart des enfants de son âge, elle aime énormément Stocke et refuse obstinément de le quitter. Elle combat avec des couteaux, elle maitrise la pose de pièges magiques et connait des sorts de soins de haut niveau[4].
- Gafka (ガフカ, Gafuka?) est un guerrier Gutral du village de Forgia. Après avoir été banni de sa tribu, Gafka a vécu à Célestia avant de rejoindre l’équipe de Stocke. Il combat avec ses poings.

#### Personnages d’Alistel
- Heiss (ハイス, Haisu?) dirige les services secrets d’Alistel. C’est un homme intelligent et méticuleux qui accomplit toutes ses tâches calmement. Heiss est prudent et calculateur, il peut se montrer parfois cruel. En tant que service récemment créé, les services secrets ne sont pas officiellement complètement reconnus par le gouvernement d’Alistel, ils sont plus perçus comme un outil facilitateur en dépit du fait que les services secrets aient fourni au gouvernement des informations capitales. C’est lui qui donne le White Chronicle à Stocke[4].
- Sonja (ソニア, Sonia?) est la medecin principale du département santé d’Alistel. Sonja étudie le “Mana” depuis longtemps, elle connait également très bien la taumatech. C’est une amie de Rosch et de Stocke. Elle est très réfléchie et capable de prendre des décisions importantes[4]
- Kiel (キール, Kīru?) est un officier non accrédité de la brigade de Rosch. Celui-ci lui a souvent raconté à quel point il admire Stocke en tant qu’épéiste, ce qui impressionne beaucoup Kiel et explique sans doute son admiration pour Stocke. Kiel est un garçon honnête et plutôt positif. Il ne combat pas, mais est réputé pour ses capacités en danses guerrières cérémonielles[4].
- Hugo (ヒューゴ, Hyugo?) est le dirigeant d’Alistel, ceci en raison de son statut de Voix du Prophète Noah, le dirigeant spirituel suprême d’Alistel depuis que celui-ci a arrêté les apparitions publiques. C’est un homme connu pour son agressivité politique et ses machinations contre tous ceux qui pourraient devenir des adversaires potentiels ou remettre en question son statut.
- Raul (ラウル, Rauru?), Lieutenant Général Raul, est le responsable militaire d’Alistel. Il est donc le supérieur de Rosch. Il est connu pour être un brillant stratège, mais préfère rester en dehors de la vie publique et politique en raison des représailles qu’Hugo pourrait exercer contre lui.
- Viola (ビオラ, Viora?), Field Marshal Viola, connue sous le nom « La Valkyrie », est l’officier de terrain principal d’Alistel. Elle est perçue comme une héroïne par le peuple en raison de ses nombreuses victoires, ce qui lui valut d’être envoyée, par Hugo, loin de la cité mère sur le front de la Forteresse des Sables.
- Fennel (フェンネル, Fenneru?) est le principal ingénieur et développeur de taumatech à Alistel.

#### Personnages de Granorg
- Protea (プロテア, Purotea?) est la reine de Granorg. Elle est égoïste et tyrannique. Elle est issue du peuple et ne doit son rang qu’à son mariage avec l’ancien roi. Elle est accusée par Hugo et le Prophète Noah d’être la cause de la désertification et de la « Peste Sableuse »[2]. Elle est la belle-mère de la Princesse Eruca.
- Selvan (セルバン, Seruban?) est le leader du Parlement de Granorg et tient des fonctions de premier conseiller de la reine. C’est en réalité lui qui tient les rênes du pays.
- Dias (ディアス, Diasu?) est le détenteur du pouvoir juridique et le Général des armées de Granorg. Il est ami avec Selvan. C’est un excellent officier de terrain et un adversaire coriace.

#### Personnages d’Historia
- Teo (ティオ, Tio?) et Lippti (リプティ, Riputi?) sont les deux enfants mystérieux que Stocke rencontre à Historia. Ce sont eux qui lui expliquent comment utiliser le White Chronicle pour voyager dans le temps et l’espace. Ils lui expliquent également que le but de ces voyages doit être de stopper la désertification, dans le cas contraire tout le continent serait recouvert de sable et la vie disparaitrait de sa surface. Ils ont une apparence enfantine, mais leur sagesse et leurs premières paroles au début du jeu suggèrent qu’ils sont en réalité plutôt âgés[4].

## Système de jeu

### Les voyages dans le temps
Le jeu est fondé sur un gameplay non linéaire. Il combine les concepts du voyage dans le temps et des univers parallèles, ce que l’on retrouve dans la série Chrono. Radiant Historia pousse cependant le concept plus loin en donnant aux joueurs la possibilité d’aller et venir dans le temps et l'espace pour modifier des décisions et/ou influer sur des histoires parallèles, chaque choix d’action ayant un impact sur la frise temporelle. Le joueur peut ainsi revenir à certains points dans l’histoire, revivre des événements en faisant des choix différents et constater leur impact sur la chronologie des deux frises temporelles. Le joueur utilisera sa capacité à voyager dans le temps tout au long du jeu afin de changer le passé et de créer le « vrai » futur et ainsi de rétablir la « véritable » histoire.

### Combats
Les ennemis sont visibles avant le déclenchement du combat, ils sont agressifs, mais le joueur pourra tout de même choisir de les éviter le combat ne commençant que lorsque l’équipe entre en contact avec l’ennemi. Certains combats sont cependant inévitables car ils font partie du déroulement de l’histoire.
Le système de combats utilise un système de positionnement sur une grille. Les ennemis sont places sur une grille de 3×3, chaque point ne pouvant être occupé que par un seul ennemi. Certains ennemis particulièrement imposants sont positionnés sur plusieurs points. Plus ennemis sont proches de l’équipe du joueur, plus ils seront sensibles aux dégâts, mais l’inverse est également vrai.
Le système de combat est au tour par tour. Cependant, chaque membre de l’équipe peut échanger son tour avec celui de n’importe quel autre combattant, ce qui permet plus de souplesse dans la gestion des combats. Cette technique comporte toutefois des risques puisque le combattant ayant échangé son tour est plus vulnérable aux attaques jusqu’à la fin de son prochain tour. Certaines attaques permettent au joueur de déplacer les ennemis sur la grille, les repoussant parfois sur un autre ennemi permettant aux attaquants suivant de frapper les deux adversaires. Cet effet prend cependant fin dès le début du tour d’un ennemi.

## Lancement
Le nom du jeu a été connu comme une marque déposée au Japon à partir du mois de mars 2010. Ce n’est qu’en juillet 2010 qu’un numéro mensuel de Famitsu Wii + DS révéla qu’il s’agissait d’un jeu DS de type RPG et que son système de jeu serait notamment fondé sur les voyages temporels. La participation de développeurs ayant travaillé sur la série Shin Megami Tensei et de membres de tri-Ace, qui avaient développé notamment Radiata Stories, a été révélée plus tardivement.

## Musique
Les musiques de Radiant Historia ont été composées par Yoko Shimomura, qui est notamment connue pour ses compositions pour Super Mario RPG, Legend of Mana et la série Kingdom Hearts.
Le thème de fin -HISTORIA- est chanté par Haruka Shimotsuki.

## Réactions
Radiant Historia a reçu essentiellement des critiques positives à sa sortie. Le jeu a été décrit par Jeremy Parish comme :
« easily the most original of this month's slate of RPGs. »
—  Jeremy Parish , 1UP.com

« Probablement le JDR le plus original parmi la pléthore de ceux sortis ce mois-ci »
— 1UP.com
 Il fit également l’éloge de Stocke et notamment de la profondeur du personnage qui se développe rapidement. Stella Shiva de GameSpot loua le traitement des voyages dans le temps du jeu, le qualifiant de « prometteur » et « inventif » ; elle conclut sa critique par : 
« Radiant Historia [is] an innovative adventure that is sure to stand the test of time »
— Stella Shiva, GameSpot

« Radiant Historia [est] une nouvelle aventure qui restera sûrement comme une référence. »
— GameSpot
IGN a très bien noté le jeu (8,5/10), louant au passage les graphismes, les voyages dans le temps, le système de jeu original, notamment l’influence du joueur sur le déroulement du jeu, et la musique qu’Audrey Drake qualifia de “superbe”. Jason Schreier de Wired nota le jeu 9/10 et déclara : 
« Atlus has created the perfect blend of innovation and tradition. »
— Jason Schreier, Wired

« Atlus a créé le mélange parfait entre innovation et tradition. »
— Wired
 Le système de voyage temporel de Radiant Historia a été comparé a des jeux plus récents tels que la version pour PSP de Tactics Ogre: Let Us Cling Together et à Final Fantasy XIII-2.

## Critiques
Le jeu a été noté 8/10 par le site de jeux vidéo français Gameblog et 17/20 par Jeuxvidéo.com.